# پانوراما (یونان)
شهر پانوراما در استان مقدونیه مرکزی در کشور یونان واقع شده است که دارای جمعیت ۱۷٬۶۷۰ نفر می‌باشد.